# James Hetfield
James Alan Hetfield, född 3 augusti 1963 i Downey, Kalifornien, är en amerikansk metalmusiker som är sångare, kompgitarrist och huvudsaklig låtskrivare i bandet Metallica.

## Familjen
Hetfield är av tysk, engelsk, irländsk och skotsk härkomst. Han har två äldre halvbröder från sin mammas första äktenskap, och en yngre syster. Han gick på Downey High School under sitt första och andra high school-år. Han tog examen vid Orange County's Brea Olinda High School år 1981. Hans far Virgil var lastbilsförare och hans mor Cynthia var operasångare. De båda skilde sig 1976 när Hetfield var ung. Virgil och Cynthia var ivriga anhängare av Christian science. Exempelvis trodde de inte på medicinska behandlingsmetoder. De var trogna sin tro även när Cynthia var döende i cancer. Den här händelsen blev inspiration till många av Hetfields texter senare i hans karriär med bandet Metallica, som i låten ”The God That Failed”. Efter hans mors död gav sig Hetfield av till sin äldre bror David. Virgil dog 1996 under Metallicas "Load Tour".
I augusti 1992 drabbades James av andra gradens brännskador av pyrotekniken i Montréal när han spelade Fade To Black. Resten av spelningen ställdes in, och när Guns N' Roses gick på scen inför en otålig publik utbröt upplopp då Axl Rose abrupt avbröt spelningen. Under de efterföljande spelningarna bidrog Hetfield endast med sång, då hans arm, som fortfarande var gipsad och i processen att läka, förhindrade honom från att spela gitarr.

## Bandet
I början experimenterade Metallica att skapa ett sound som liknar Diamond Head. Man lade till en gitarrspelare, John Roads som spelade sologitarr. De frågade John Bush från Armored Saint att bli sångare. Det färdiga bandet bestod av Hetfield som sångare och kompgitarrist, Lars Ulrich på trummor, Dave Mustaine sologitarrist och Ron McGovney på bas. Den senare blev sedan ersatt av Cliff Burton. Hetfield benämnde Metallicas sound som "power metal". Uttrycket "thrash metal" användes första gången när en journalist från Kerrang, Malcolm Dome beskrev låten Anthrax.

## Spelstil och gitarrer
Hetfield är även känd för att kunna spela mycket snabbt med endast så kallade downstrokes, vilket betyder att när han spelar, för han inte sitt plektrum upp och ner (alternate picking) utan endast nedåt (downstrokes). Det märks i låten "Master of Puppets" där Hetfield spelar downstrokes genom nästan hela låten.
James Hetfield har setts spela på många olika gitarrer av olika märken och modeller. I början av sin karriär spelade Hetfield på en Gibson Flying V kopia (Electra 2236 Flying Wedge) och Kirk Hammett på en Gibson Flying V, vilket senare, för Hetfields del, övergick till en lång rad av olika ESP Custom Explorer, baserade på Gibsons modell Explorer. Sedan 1991 har han föredragit specialgjorda gitarrer från företaget ESP Guitars, baserade på modeller av andra tillverkare. Idag spelar Hetfield på sin nya signaturmodell ESP Truckster som är baserad på Gibson Les Paul. Nästan alla gitarrer Hetfield har använt har haft en mikrofonuppsättning med aktiva mikrofoner av typen 60 och 81 från gitarrmikrofonsstillverkaren EMG. Hans nya gitarr heter "Snakebyte".

## Alkoholproblem
James Hetfield var alkoholist och har varit nykter sedan en lång tid, men i september 2019 lade han in sig på behandlingshem igen. Den första gången han lades in skildras i dokumentären Some Kind Of Monster, som utspelar sig under inspelningen av albumet St. Anger. Han var på behandlingshem i flera månader och man får i filmen följa Lars Ulrichs och Kirk Hammetts väntan på att James ska återvända. Detta resulterade nästan i splittring av bandet. Låten "The House Jack Built" från Metallicas album Load 1996 är ett försök till förklaring av hur det känns att vara kontrollerad av alkoholen.[källa behövs]

## Filmografi

### Film
- A Year and a Half in the Life of Metallica
- Metallica: Some Kind of Monster
- The Darwin Awards
- Metallica: Through the Never
- Extremely Wicked, Shockingly Evil and Vile

### Tv serier
- Space Ghost Coast to Coast
- Dave the Barbarian
- Metalocalypse
- The Simpsons
- Time Warp
- The Hunt
- American Dad!
- Billions
- Skylanders Academy